# Nehémiás könyve
Nehémiás könyve, az apokrif Esdrásokat is beleszámítva Esdrás második könyve az Ószövetség egyik könyve a Bibliában. Egy emlékirat, mely a Jeruzsálem újjáépítésének és történéseit jegyzi fel körülbelül Kr. e. 450-ig.

## A szerző
A szerző bemutatkozik Hakalja fiaként, és rögtön elkezdi beszámolóját, hogyan kapott hírt Jeruzsálem romjairól, és vette szívügyének Jeruzsálem sorsát. I. Artakhsaszjá perzsa király (I. Artaxerxész) királynál volt pohárnok. Sirák fia könyvében is megemlékeznek róla, mint Jeruzsálem újjáépítőjéről. Makkabeusok második könyvében meg arról olvashatunk, hogy ő volt, aki számos könyvet összegyűjtve könyvtárat alapított. II. Kurus perzsa király ugyan rendeletet adott ki Kr. e. 536-ban a jeruzsálemi templom újjáépítésére. Nehémiás kieszközölte, hogy újjáépítse Jeruzsálemet. Kr. e. 445 március 14-én megkapta a rendeletet, és elindult hazájába.

## Mondanivalója
Esdrás és Nehémiás a fogságból visszatért nép megújítói, úttörői. Számadás Jeruzsálem és a nép megújulásáról. Nehémiás Isten küldetésének látja Jeruzsálem újjáépítését, vallásos küldetésében számot ad a könyvben a külső és belső ellenségeskedésekről, nehézségekről. A várost mégis sikerül felépíteni romjaiból. A könyv teológiai példa, hogy Isten az alázatos szívűeket felmagasztalja.

## Külső hivatkozások
- Nehémiás könyve – teljes szöveg, többféle fordításban (Biblia fordítások - Károli Biblia), immanuel.hu/biblia/biblia.php
- Nehemiás könyve katolikus és protestáns fordításokban (A link a Káldi-Neovulgatára mutat, de mellette a többi is.)